# گوشی اوکوبو
گوشی اوکوبو (انگلیسی: Goshi Okubo؛ زادهٔ ۱۴ ژوئن ۱۹۸۶) بازیکن فوتبال اهل ژاپن است.